# День гнева (фильм, 1985)
«День гнева» — советский фильм, соединяющий в себе научную фантастику и фильм ужасов. Снят по одноимённому рассказу Севера Гансовского. Авторы фильма предлагают свою трактовку ситуации, знакомой по многим фантастическим произведениям: человек попадает в таинственную зону, где с ним происходят события в высшей степени странные и сверхъестественные.

## Сюжет
В одном из заповедников в результате опытов профессора Фидлера расплодились медведеподобные существа (отарки) с человеческим интеллектом и вычислительными способностями как у ЭВМ. Отарки похищают человеческих детей и подростков и в специальной лаборатории наделяют их своими качествами: силой, вычислительными способностями, отсутствием морали.   Журналист Бетли решает раскрыть тайну существования подземной лаборатории. Ему помогает лесник Меллер - единственный житель заповедника, которого боятся отарки и уважают обработанные отарками люди...

## В ролях
- Юозас Будрайтис — журналист Дональд Бетли
- Алексей Петренко — лесник Меллер
- Анатолий Иванов — Фидлер
- Владимир Ивашов — Каст
- Евгений Дворжецкий — лохматый парень
- Павел Махотин — председатель комиссии
- Паул Буткевич — член правительственной комиссии
- Светлана Светличная — женщина с развалин
- Гражина Байкштите — жена Бетли
- Константин Захарченко — Стенглик
- Марина Фоминова — жена Стенглика
- Марьяна Полтева — Тина
- Эльвира Зубкова - журналистка
- Вадим Захарченко - фермер
- Дима Кириенко - мальчик-уникум

## Съёмочная группа
- Режиссёр: Суламбек Мамилов
- Автор сценария: Александр Лапшин.
- Оператор: Александр Рыбин
- Художник: Борис Дуленков
- Композитор: Гия Канчели
- Звукорежиссёр: Станислав Гурин

## Производство
Фильм был произведён на киностудии имени М. Горького. Натурные съёмки проходили в Севастополе на 35-й бронебашенной батарее. 

## Критика
«День гнева», как и лучшие представители жанра фантастики, не воспевает технический прогресс. Фильм напоминает о настоящем человеке, дабы тот в научной гонке не превратился в функцию или, того хуже, обратно в обезьяну. Приятно осознавать, что для пропаганды простых истин не всегда нужны передовые спецэффекты и миллиардные бюджеты.

## Награды
Специальный приз «За самые гуманные фильмы» на VI МКФ научно-фантастических фильмов «Фантаспорту-1986».